# Керим-хан Кенгерли
Керим-хан Кенгерли (азерб. Kərim xan Kəngərli) — последний хан Нахичеванского ханства, правление которого продолжалось с перерывами с 1808 по 1827 год. После упразднения Нахиченского ханства в 1828 году, наместников Нахичевани, находившиеся под властью Российской империи был назначен Эхсан хан.

## Происхождение
Керим-хан происходил из рода Кенгерли. С конца XVIII века и до наших дней его называют братом, то племянником, а иногда и двоюродным братом Келб Али-хана. Из тифлисского архива известно, что сын Керим-хана по имени Имамгулу-хан женился на внучке Гейдар Кули-хана — Телли-бегюм. Один из ханов Джафар Кули-хан иногда также пишется как родной или двоюродный брат Келб Али-хана. Обычаи Кенгерли с самого начала сбивали с толку российских исследователей, так как жену умершего брата забрал другой брат, которого подписывали родным или двоюродным. И хотя прямого подтверждения у нас нет, как написано в книге «Ханы Нахичеванские в Российской империи», но косвенные данные двух источников позволяют утверждать, что Керим-хан являлся родным братом Келб Али-хана.

## История
Керим Хан, названный в документе на 1810 год нахичеванским ханом, получил повеление сына шаха Аббаса-Мирзы вторгнуться в Карабах, в помощь ему было прислано в Нахичевань 1.000 ополченцев. В первых числах июня того же года отряд Керим-хана оперировал уже в Карабахе: он прикрыл дороги к селению Мегри, и командир находящегося в урочище Чардахлы (бывшего Гянджинского ханства) российского отряда генерал Небольсин приказал полковнику Котляревскому с батальоном 17-го егерского полка занять этот важный пункт. Двигаясь по предписанию, Котляревский наткнулся на подразделение Керим-хана, атаковал его и вынудил отступить к Ордубаду. Затем Пётр Степанович ночной атакой овладел Мегри. Командир занимавшего Мегри гарнизона Пир Кули-хан бежал за Аракс — в Карадаг, а Керим-хан — в Нахичевань.
Как результат, неудачливый Керим-хан под караулом был отправлен в Тегеран, а Нахичеванское ханство передано в управление старшего сына умершего Келб Али-хана — Назар Али-хана. Однако политическое счастье изменчиво: в 1813 году правителем Нахичевани стал вновь Керим-хан, в 1816 году - опять Келб Али-хан, а после 1820 года — снова первый, но на два года. В 1822 году Хусейн-Мирза стал ханом, а через год, в 1823 году, к власти вернулся Керим-хан. Период нахождения у власти Керим-хана (1823—1827 годы) совпал с началом второй русско-персидской войны. Сын шаха Аббас-Мирза заменил его Мухаммедом Багиром. Его снова сменил Керим-хан накануне следующей русско-персидской войны, так как он не оправдал доверия шаха.

### Борьба с Российской империей
В 1827 году Керим-хан решил наказать своего зятя Эхсан-хана Нахичеванского, помогавшего российским войскам. 17-го июля того же года в русcкий лагерь под Аббас-Абадом пришло тревожное известие Эхсан-хана о том, что на него готовится нападение. Паскевич быстро откликнулся на просьбу, и 19-го июля Тифлисский пехотный полк с бригадой черноморских казаков и шестью конными орудиями под начальством генерал-майора князя Вадбольского уже вступал в Ордубад. Вадбольский сдал Эхсан-хану 400 персидских ружей и четырёхфунтовую пушку, взятые в Аббас-Абаде, а также, от имени российского правительства, назначил его наибом Нахичеванской провинции. 21-го июля князь со своим отрядом выступил из Ордубада обратно к Нахичевани. Вместе с россиянами отправилась часть местного населения и семейство Шейх Али-бея. Эхсан-хан со своими приближёнными остался в городе.
Не прошло и двух дней с момента ухода российского отряда — Керим-хан с верной ему частью конницы Кенгерли появился в окрестностях Ордубада и стал опустошать близлежащие селенья. Как повествует об этом событии летописец Кавказских войн Потто: — «Пока разбойники забирали добычу, человек 70 с самим Керимом бросились на армянское селение Сиары, лежавшее уже вблизи Урдабада. Эксан-Хан с 60 сарбазами подоспел на помощь к жителям, — и Керим был разбит; преследуя его, сарбазы сбили также спешивший к нему сильный резерв и взяли в плен Али-Акбер Султана Даранского, — «человека — как выражается Паскевич: — здесь довольно известного». Неудача, однако, только озлобила Керим-хана. Получив от Аббаса-Мирзы подкрепление, он вновь явился под Ордубад с трёхтысячным отрядом. После сильной перестрелки город был взят. Находившиеся с Эхсан-ханом сарбазы разбежались, сам он заперся в цитадели вместе с несколькими близкими кенгерлинцами. Воды у них не было. Тем не менее, они решили держаться до конца, и даже сумели послать лазутчика к Паскевичу с просьбой о немедленной помощи.
Наконец, 1-го августа россияне подошли к Ордубаду. Керим-хан, не приняв боя, отошёл за Аракс, а Эхсан-хан был спасён. 7-го августа у деревни Варанда колонне, двигающейся под начальством князя Багратиона, перерезали дорогу персидские войска — два батальона сарбазов, две тысячи кавалерии и несколько орудий малого калибра. Керим-хан, который возглавлял этот отряд, со свойственной ему решительностью повёл наступление, и россияне были блокированы в ущелье. К счастью, со стороны Нахичевани подошла рота Карабинерного полка. Персы, приняв её за авангард большого отряда, ретировались.
После описанного ранее бегства Эхсан-хана из Ордубада Керим-хан обосновался там и беспокоил россиян набегами на подконтрольную им территорию. Однако по мере того, как войска Паскевича все более и более овладевали ситуацией, настроение в отряде Керим-хана менялось. Когда же отряд князя Эристова в сентябре 1827 года переправился через Аракс и двинулся к Тебризу, кенгерлинцы, окружавшие бывшего губернатора Нахичевани, оставили его и перешли к россиянам. Вот как описывает это все тот же Муравьёв: — «На переходе сем явились к нам нёкеры Керим-хана; это были слуги его и вместе составляли его войско. Их перешло к нам тогда до 60 или 70 человек по крайней мере, отличных всадников племени Кенгерли, населяющего Нахичеванское ханство. В последнюю Турецкую войну я узнал некоторых из сих лиц, которые служили в коннице Кенгерли, бывшей с нами в походе. Нёкер значит слуга, но в особенности употребляется в смысле служащего при каком-нибудь владельце всадником. Люди сии приносили нам покорную голову, оставив своего начальника; они знали, что Керим-хан не мог более получить свое ханство, и переход людей сих, коих он вероятно не имел более средств содержать, был, может быть, последствием обоюдного согласия хана и слуг его, кои могли снова водвориться на своей родине. Из сих людей немногие остались при войске нашем; большая часть возвратилась с позволения нашего в Нахичевань; а хан, скитавшийся долгое время по горам, лишился в побеге имущества своего, доставленного к нам в Маранду. Оно вероятно было уже осмотрено и отобрано сыщиками, привезённые к нам старые ковры, бедные чайные приборы, постели, медная посуда и прочая домашняя утварь, были внесены в опись и сданы особому чиновнику, который выдавал их при приёмах знатных приезжих Персиян».
Все имения Керим-хана, находившиеся на территории Нахичеванского ханства, были конфискованы в российскую казну. В начале 1830-х годов хан пытался добиться у российских властей их возврата, в Нахичевань и Ереван с этой целью приезжал его сын, но безрезультатно. Однако Аббас-Мирза предоставил Керим-хану и находящимся с ним кенгерлинским беям несколько деревень в Марагинском ханстве, куда он переселился после 1827 года.

## Потомки
В 1808 году семьи Келб Али-хана и Керим-хана в известной степени примирились — сын первого Эхсан-хан взял себе в жёны единственную дочь Керим-хана — Бадыр-Нису бегум. По документам из архива в Тбилиси известно, что сын Керим-хана по имени Имагулу-хан взял в жёны дочь Рахим-хана — Телли-бегюм.